# أنتوني غوميز
أنتوني غوميز هو كاتب أغاني وموسيقي كندي، ولد في 3 يوليو 1970 في تورونتو في كندا.

## وصلات خارجية
- الموقع الرسمي
- أنتوني غوميز على موقع ميوزك برينز (الإنجليزية)
- أنتوني غوميز على موقع أول ميوزيك (الإنجليزية)
- أنتوني غوميز على موقع ديسكوغز (الإنجليزية)